# 普勒肯施泰因山

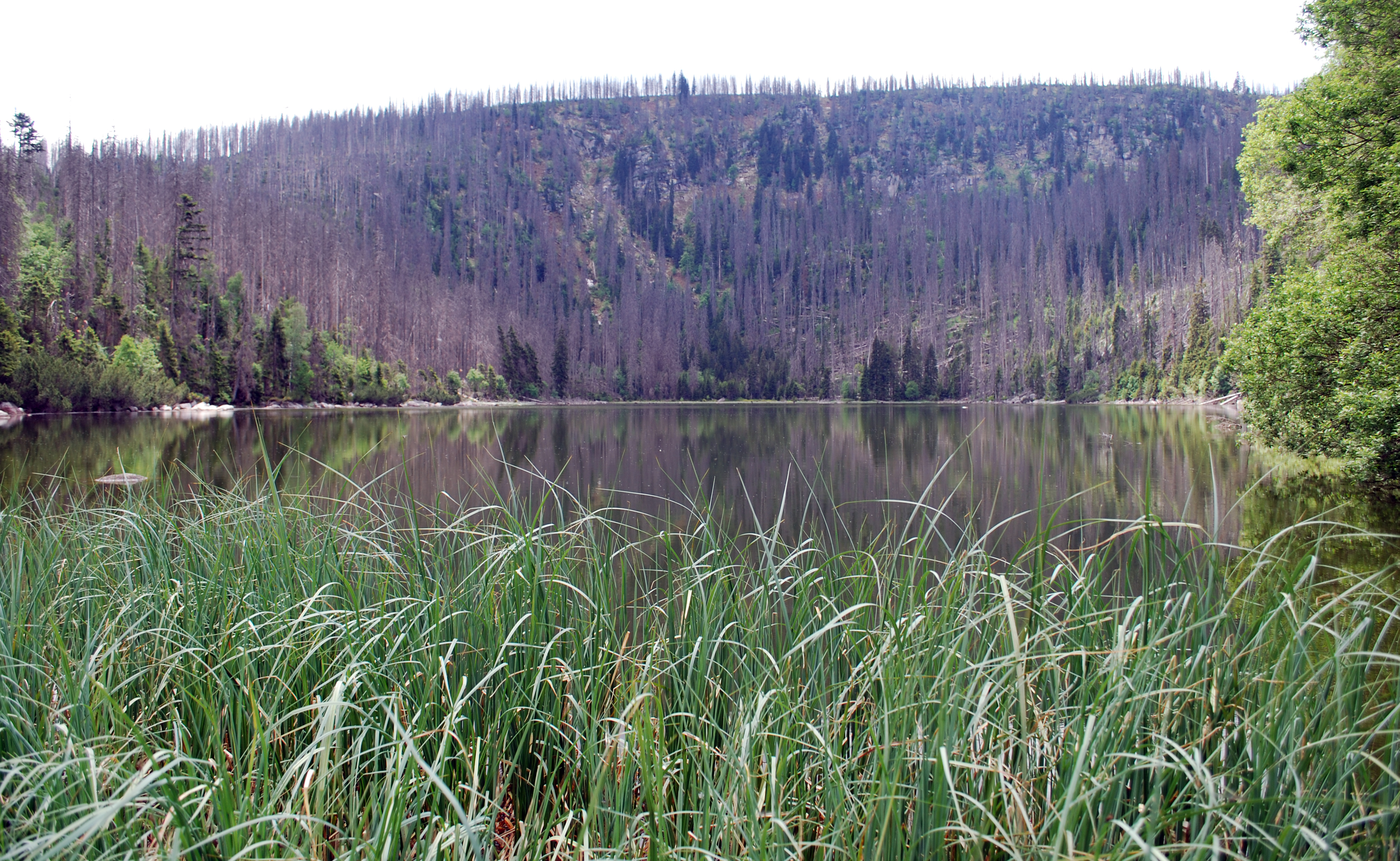

48°46′16″N 13°51′26″E / 48.77111°N 13.85722°E
普勒肯施泰因山（德語：Plöckenstein），是中歐的山峰，位於奧地利和捷克接壤的邊境，屬於波希米亞林山的一部分，距離大拉謝爾山42.2公里，海拔高度1,379米，每年平均降雨量1,249毫米。